# 板橋区立弥生小学校
板橋区立弥生小学校（いたばしくりつ やよいしょうがっこう）は東京都板橋区弥生町にある公立小学校。

## 沿革
出典
- 1956年（昭和31年）
  - 3月25日 - 原幸三初代校長が就任。
  - 4月 - 開校[2]。
  - 9月15日 - 入校式挙行。
  - 11月15日 - 開校式と落成式挙行。校旗と校歌制定。
- 1965年（昭和40年）11月15日 - 創立10周年記念式典挙行。
- 1969年（昭和44年）3月22日 - 体育館落成。
- 1974年（昭和49年）7月10日 - 新校舎第1期工事完成。
- 1975年（昭和50年）3月3日 - 新校舎第2期工事完成。
- 1976年（昭和51年）11月13日 - 創立20周年記念式典挙行。
- 1983年（昭和58年）8月31日 - 校長室改装。
- 1985年（昭和60年）8月21日 - 学校機械警備開始。
- 1986年（昭和61年）
  - 9月10日 - 給食調理室とランチルーム改修工事完了。
  - 11月22日 - 創立30周年記念式典挙行。
- 1988年（昭和63年）4月25日 - 校庭観察池完成。
- 1989年（平成元年）9月1日 - 理科室と家庭科室の改修工事完了。
- 1991年（平成3年）9月20日 - 校内放送設備全面改修。
- 1996年（平成8年）
  - 9月20日 - 校舎外装工事。
  - 11月2日 - 創立40周年記念式典挙行。
- 1999年（平成11年）9月30日 - 耐震補強工事。
- 2001年（平成13年）
  - 3月1日 - 体育館入口スロープ改修工事。
  - 8月31日 - 西校舎3階渡り廊下屋根取り付け工事。
- 2002年（平成14年）8月31日 - 体育館床改修工事。
- 2003年（平成15年）2月1日 - 学校ホームページ開設。
- 2006年（平成18年）
  - 3月15日 - 校庭芝生化工事完了。
  - 11月11日 - 創立50周年記念式典挙行し、祝賀会開催。
- 2007年（平成19年）11月4日 - アスベスト撤去工事とエアコン設置工事。
- 2008年（平成20年）
  - 4月1日 - 特別支援情緒学級（さくら）開設。
  - 8月31日 - 体育館耐震補強工事と照明改修完了。
- 2010年（平成22年）10月29日 - プール改修工事完了。
- 2012年（平成24年）4月1日 - 特別支援固定学級（5組）開設。
- 2014年（平成26年）3月31日 - 東棟と中央棟のトイレ改修工事完了。
- 2016年（平成28年）
  - 9月16日 - 校庭芝生張替工事完了。
  - 11月19日 - 創立60周年記念式典挙行し、祝賀会開催。
- 2018年（平成30年）4月1日 - 板橋第九小学校閉校に伴い、板橋第九小学校の一部学区が本校学区に編入[3]。

## 教育目標
- 考える子ども
- たすけ合う子ども
- 元気な子ども

## 児童数
2022年（令和4年）4月1日時点
| 学年 | 1年 | 2年 | 3年 | 4年 | 5年 | 6年 | 5組 （特別支援） | 合計 |
| ---- | --- | --- | --- | --- | --- | --- | ---------------- | ---- |
| 学級 | 2   | 2   | 2   | 2   | 2   | 1   | 1                | 12   |
| 児童 | 56  | 63  | 39  | 53  | 49  | 35  | 22               | 317  |

## 学区
出典
- 弥生町（全域）
- 仲町（4番～12番・25番～46番）

## 進学先中学校
出典
公立中学校に進学する場合
- 板橋区立上板橋第一中学校 - 弥生町から通う児童の主な進学先中学校
- 板橋区立板橋第三中学校 - 仲町から通う児童の主な進学先中学校

## 周辺
- やよい児童遊園 - 敷地が隣接。
- 東京二年制バドミントンサークル - 敷地が隣接。
- 板橋区立弥生保育園 - 板橋区道をはさんで敷地が隣接、かつ進級前保育園のひとつ。
- 板橋区立児童館弥生 - 板橋区道をはさんで敷地が隣接。
- 板橋区やよい住宅 - 弥生児童館敷地内
- 三葉児童遊園
- 三光合成 - 板橋区道をはさんで敷地が隣接。
- 専称院
- 板橋弥生郵便局
- ミアヘルサ保育園ひびき中板橋 - 進級前保育園のひとつ。
- 弥生町会館
- 東武東上線中板橋駅
- 中板橋商店街
- このほか、コンビニエンスストアや板橋区やよい住宅以外の中小規模のマンション・アパートなども点在する。

## 交通
- 東武鉄道東上線中板橋駅（南口）から、
  - やよい荘・セブンイレブン板橋弥生町店経由ルートで、徒歩約465m・約7分。
  - 中板橋駅入口T字路交差点経由ルートで、徒歩約480m・約8分。
    - なお、直線距離では、学校敷地まで、最短で約170mだが、校門と道路の位置関係で、遠回りとなる。